# Institut de veille sanitaire
L'Institut de veille sanitaire (InVS) est une agence sanitaire française ayant existé entre 1998 et 2016, date à laquelle il est remplacé par l’Agence nationale de santé publique (Santé publique France).
C'est un établissement public français rattaché au ministère de la Santé. Il s'agit d'un dispositif reposant sur un ensemble de structures permettant la surveillance, l'information et la prévention en cas de risques sanitaires.

## Historique
Établissement public à caractère administratif, placé sous la tutelle du ministre chargé de la santé, l’Institut de veille sanitaire (InVS) succède au Réseau national de Santé publique (RNSP). Il réunit les missions de surveillance, de vigilance et d’alerte dans tous les domaines de la santé publique. Créé par la loi du 1er juillet 1998 relative au renforcement de la veille sanitaire et au contrôle de la sécurité sanitaire des produits destinés à l’homme, l’InVS a vu son champ d'action complété et renforcé par la loi du 9 août 2004 relative à la politique de santé publique, afin de répondre aux nouveaux défis révélés par les crises sanitaires récentes et les risques émergents[source insuffisante].
Son premier directeur général est Jacques Drucker, auquel ont succédé Gilles Brücker en 2002, puis Françoise Weber en 2007 et François Bourdillon en 2014.
La loi de modernisation du système de santé de 2016 prévoit la création de l’agence nationale de santé publique, fusion de l’institut de veille sanitaire, l’institut national de prévention et d'éducation pour la santé, l’établissement de préparation et de réponse aux urgences sanitaires, effectivement créé au 1er mai 2016,.

## Missions
Les missions confiées à l’InVS recouvrent :
- la surveillance et l'observation permanentes de l'état de santé de la population
L’InVS participe au recueil et au traitement de données sur l'état de santé de la population à des fins épidémiologiques, en s'appuyant notamment sur des correspondants publics, comme le réseau Sentinelles, et privés constituant le réseau national de santé publique ;
- la veille et la vigilance sanitaires
L’lnVS est chargé de rassembler, analyser et actualiser les connaissances sur les risques sanitaires, leurs causes et leur évolution ; de détecter de manière prospective les facteurs de risque susceptibles de modifier ou d'altérer la santé de la population ou de certaines de ses composantes, de manière soudaine ou diffuse ; d'étudier et de répertorier, pour chaque type de risque, les populations les plus fragiles ou menacées. Il peut également assurer des fonctions de veille sanitaire pour la Communauté européenne, des organisations internationales et des pays tiers, avec l'accord du Ministre chargé de la santé ;
- l'alerte sanitaire
L'InVS doit informer sans délai le Ministre chargé de la Santé en cas de menace pour la santé de la population ou de certaines de ses composantes, quelle qu'en soit l'origine, et lui recommander toute mesure ou action appropriée pour prévenir la réalisation ou atténuer l'impact de cette menace ;
- une contribution à la gestion des situations de crise sanitaire
L’InVS propose aux pouvoirs publics toute mesure ou action nécessaire.

L’InVS participe, dans le cadre de ses missions, à l'action européenne et internationale de la France, notamment à des réseaux internationaux de santé publique.
Ce rôle de veille est partagé avec d’autres agences françaises de sécurité sanitaire.

## Champ d’action
Les missions de l’InVS s’appliquent à l’ensemble des domaines de la santé publique :
- les maladies infectieuses : infection par le VIH, virus des hépatites B et C, infections sexuellement transmissibles, tuberculose, risques infectieux d’origine alimentaire, zoonoses, maladies évitables par la vaccination, infections nosocomiales et résistance aux antibiotiques, infections respiratoires, grippe saisonnière et grippe aviaire, arboviroses, maladies tropicales et risques d’importation ;
- les effets de l’environnement sur la santé : risques liés à la pollution de l’air, aux expositions aux polluants chimiques, aux rayonnements ionisants, risques hydriques, nuisances physiques, risques liés aux variations climatiques… ;
- les risques d’origine professionnelle : cancers d’origine professionnelle, effets de l’amiante et des fibres de substitution, troubles musculosquelettiques, morbidité liée aux expositions professionnelles… ;
- les maladies chroniques et les traumatismes : cancers, maladies cardiovasculaires, diabète, nutrition, accidents et traumatismes, maladies respiratoires, santé mentale, maladies rares… ;
- les risques internationaux et tropicaux : maladies infectieuses touchant d’autres pays, mais susceptibles d’atteindre des ressortissants français ou d’être importées (grippe aviaire, Ebola, fièvre jaune, arboviroses), maladies et menaces touchant les départements d’outre-mer et les départements français d'Amérique : dengue, maladie de Chagas, pollution par les pesticides ou le mercure…

## Régionalisation
L’Institut de veille sanitaire (InVS) dispose d’antennes régionales, les cellules de l'InVS en région (« Cire »), capables de décliner localement son savoir-faire et de relayer son action. Elles sont placées sous la responsabilité scientifique de la directrice générale de l’InVS et sont sous la direction de l'ARS (agence régionale de santé). Les Cire fournissent aux services déconcentrés de l’État un appui méthodologique et une expertise indépendante des signaux d’alerte sanitaire. Elles animent la veille en région, pour le compte de l’InVS.
Le dispositif compte dix-sept Cire, quinze métropolitaines et deux ultra-marines. Neuf Cire sont interrégionales, huit sont monorégionales. Aujourd’hui, environ 130 personnes travaillent dans les Cire dont 90 épidémiologistes en CDI sur des missions générales de veille et d’alerte. Ces postes sont pour moitié de statut État et pour l’autre de statut InVS.
Les Cire assurent deux fonctions essentielles :
- une fonction d’épidémiologie d’intervention et d’évaluation quantifiée des risques sanitaires, orientée principalement vers l’aide à la décision et le déclenchement de l’alerte (analyse du signal, évaluation de la situation, proposition d’options de gestion, suivi permettant l’adaptation de la réponse) ;
- une fonction d’animation, de structuration et de coordination du réseau régional de veille sanitaire, dans le prolongement de l’action de l’InVS et dans le cadre des plans régionaux relatifs à l’alerte et à la gestion des situations d’urgence sanitaire (loi no 2004-806 du 9 août 2004).

## Publication
L'InVS publie des rapports scientifiques et plusieurs bulletins d'information dont le Bulletin épidémiologique hebdomadaire (BEH). Les publications sont toutes disponibles sur le site Internet de l'InVS rubrique Publications.